# Aporometra occidentalis
Aporometra occidentalis is een haarster uit de familie Aporometridae.
De wetenschappelijke naam van de soort werd in 1938 gepubliceerd door Hubert Lyman Clark.